# Długowola (województwo mazowieckie)

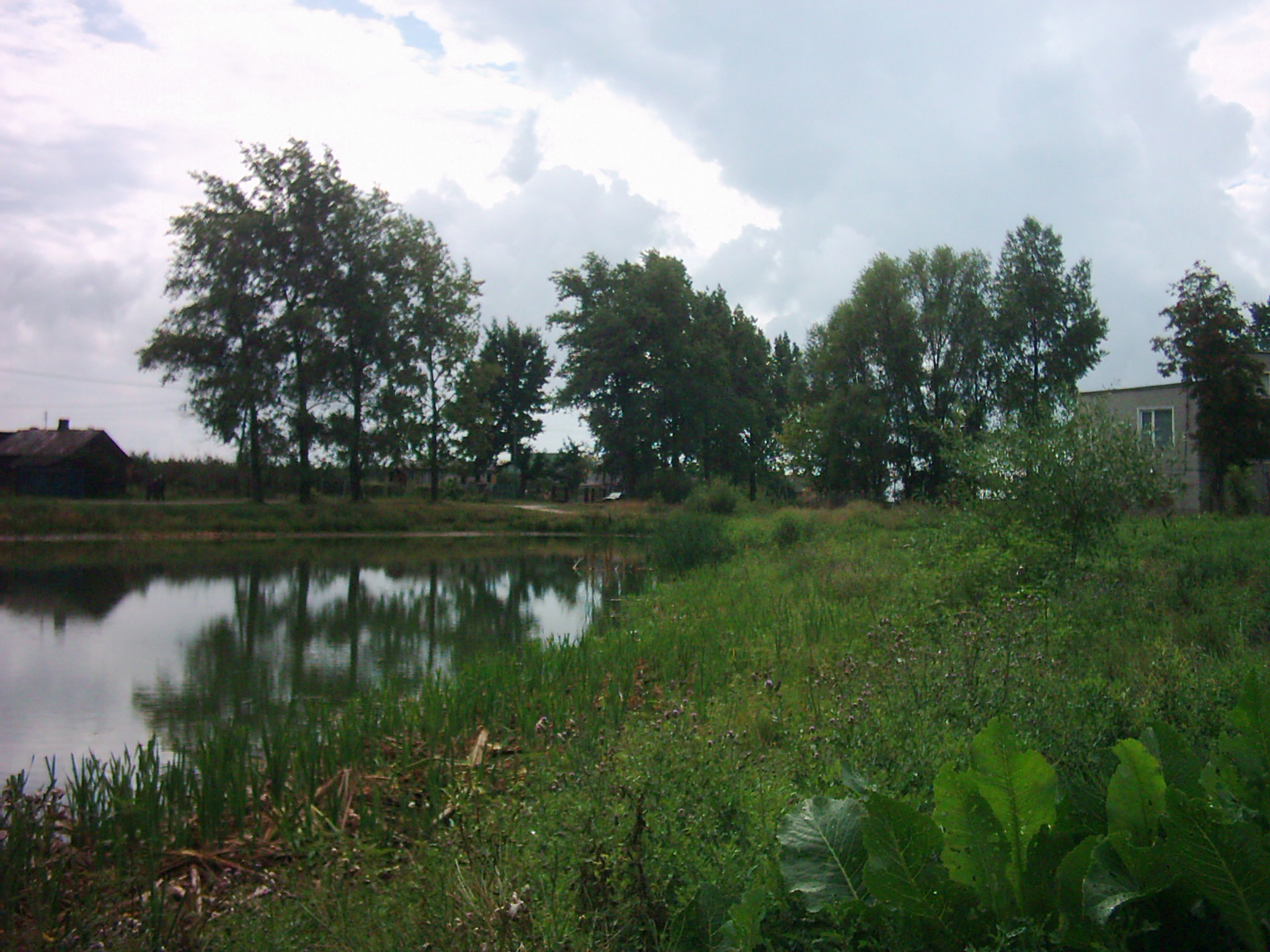
Stawy Długowola

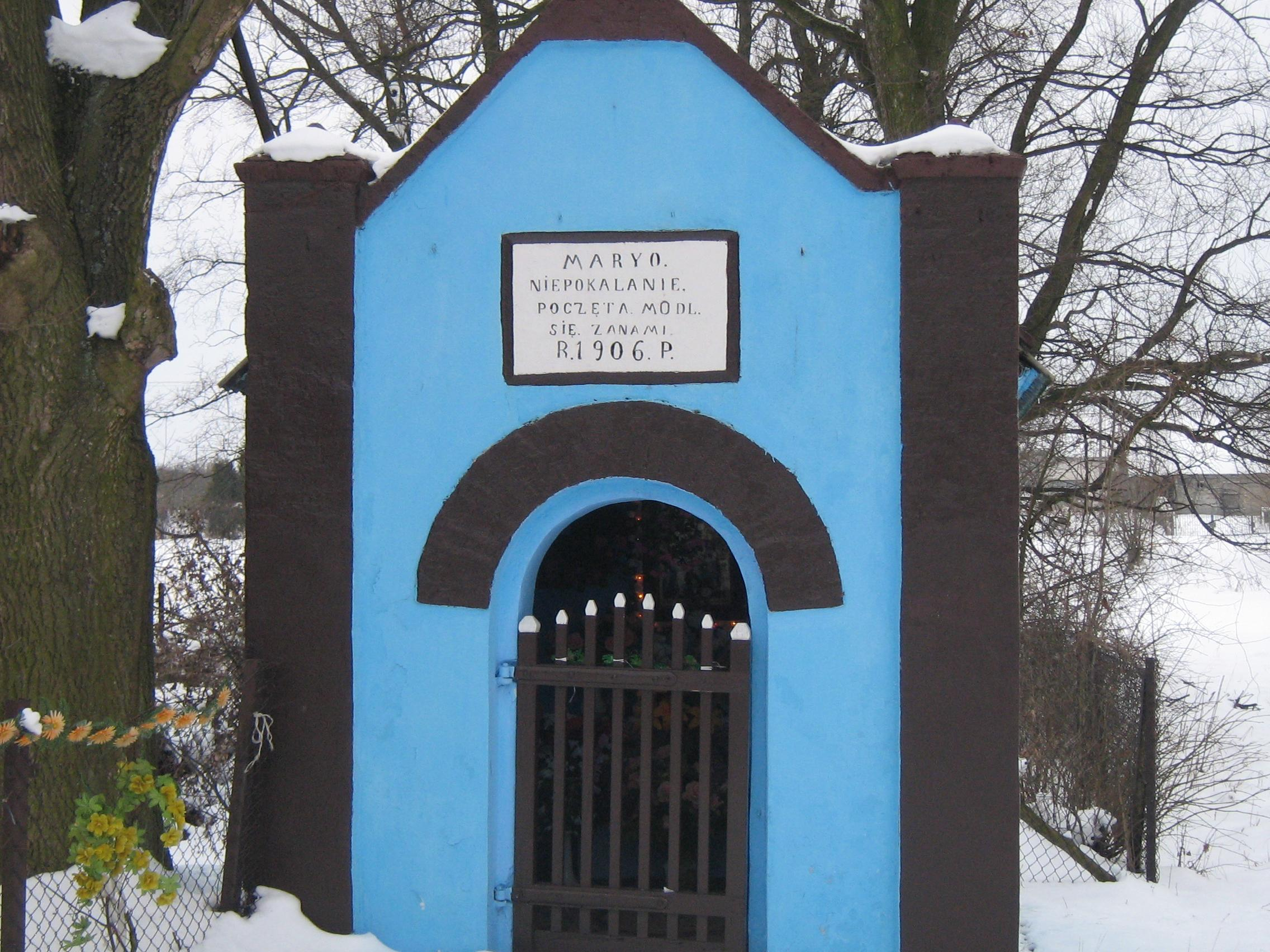
Kapliczka ufundowana przez dziedzica

Długowola – wieś sołecka w Polsce położona w województwie mazowieckim, w powiecie grójeckim, w gminie Goszczyn.
W latach 1954–1959 wieś należała i była siedzibą władz gromady Długowola, po jej zniesieniu w gromadzie Goszczyn. W latach 1975–1998 miejscowość administracyjnie należała do województwa radomskiego.

## Historia
Podobnie jak o Goszczynie, pierwsze wzmianki o Długowoli (ówcześnie Bantkowskiej Woli) pochodzą z 1368 roku, jako wsi książęcej należącej do księcia mazowieckiego Siemowita III. Z przekazów ustnych wynika, że na początku jej istnienia wokół stawów stały tylko 3 chałupy, a jej mieszkańcy trudzili się rybołówstwem. Całą miejscowość wówczas porastały lasy. W 1414-1425 Długowola znana była pod nazwą Długie (Dluge); 1434 – Długa Wola (Dlugavola), 1477 - Długa (Dluga), a w 1494 - Dluga Wola.
Od 1576 ze wsi Długa Wola (pow. grójecki, gm. Rykały) płacono podatki od 30 łanów i 12 zagród. W 1594 roku z „Długowolicy” odbierane były dziesięciny stołowe dla biskupa poznańskiego. Od 1674 z 3 pól królewszczyzny nie oddawano dziesięcin. Zapiski z 1827 mówią o 41 chałupach i 335 mieszkańcach.
Jeszcze na przełomie XIX i XX wieku w Długowoli stał dwór myśliwski należący do dziedzica Romana Dal-Trozzego (z pochodzenia Włocha), posiadającego samochód, co na tamte czasy było fenomenem. W 1906 r. zafundował mieszkańcom kapliczkę. 
W 1904 roku wybuchł wielki pożar, który strawił wszystkie domostwa, nie pociągając jednak za sobą żadnych ofiar w ludziach (wszyscy mieszkańcy uczestniczyli w przypadającym na dzień św. Antoniego odpuście w Przybyszewie). Wieś szybko odbudowano dzięki hojności cara Mikołaja II, który na wniosek Dal Trozzego przydzielił drewno oraz pracowników do odbudowy. Od tego momentu dziedzic wielokrotnie podejmował próby utworzenia brygady przeciwpożarowej. Ostatecznym impulsem do jej stworzenia stał się pożar pamiętającego czasy jagiellońskie folwarku, który służył jako dwór myśliwski. Po tym wydarzeniu (ok. 1924 r.) Dal-Trozzo sprzedał swój majątek. Do dzisiaj pozostałościami po nim są: stajnia, brama wjazdowa i część fosy. Najstarsi mieszkańcy wsi wspominają jeszcze o parku, otoczonym murem, po którym dzisiaj nie ma już żadnego śladu. Miejscowe anegdoty mówią o tym, że Roman Dal-Trozzo co roku 15 sierpnia na odpust w Lewiczynie wybierał się zimowymi saniami.
Wielu młodych mieszkańców wsi brało udział w wojnie polsko-bolszewickiej (1920). W 1944 roku, z uwagi na współpracę mieszkańców z ruchem oporu, planowana była pacyfikacja wsi, w ramach której wieś miała zostać spalona, a mieszkańcy rozstrzelani. Realizacji tego scenariusza zapobiegło wkroczenie oddziałów Armii Czerwonej w styczniu 1945.
W 1977 urodzony w Długowoli Zdzisław Kuflikowski (zawodnik Polonii Warszawy) był klasyfikowany w II dziesiątce najlepszych bokserów w Polsce w wadze lekkopółśredniej i rok później w wadze lekkiej. Brał również udział w finale bokserskiego Turnieju Wyzwolenia w Belgradzie (1977), przegrywając jednak przez kontuzję.
W czasach świetności oprócz szkoły w Długowoli funkcjonowała jeszcze mleczarnia, poczta, kółko rolnicze, sama zaś miejscowość stanowiła osobną gminę.
Na drodze do Goszczyna stoi drewniany krzyż, pod którym odkryto mogiłę powstańców styczniowych (w l. 70. odnowiony przez OSP). W 2007 roku marszałek Sejmu Ludwik Dorn, w 80 rocznicę powstania OSP przekazał jednostce wóz strażacki. Podczas tej uroczystości strażacy-weterani zaprezentowali odrestaurowany sprzęt z czasów przedwojennych.

## Kalendarium
- XIV w. – wieś wchodziła w skład parafii Goszczyn (archidiakonat czerski, diecezja poznańska); 1406 – w skład parafii Goszczyn (archidiakonat warszawski, diecezja poznańska)
- 1664 – Długowola wraz z folwarkiem należała do starostwa niegrodowego w Goszczynie
- 1771 – właścicielem starostwa warszawskiego i Długowoli był dyplomata Fryderyk Brühl
- 1795 – wieś znalazła się w zaborze pruskim (departament warszawski, powiat czerski); 1807 w Księstwie Warszawskim (departament warszawski, pow. czerski); 1815 w Królestwie Polskim (zabór rosyjski)
- 1855 – Długowola weszła w skład rządowych dóbr goszczyńskich
- 1904 – pożar, który strawił większość gospodarstw
- 1.II.1911 – Roman Dal-Trozzo organizuje „wielkie” polowanie
- 1919 – miejscowość znalazła się w województwie warszawskim (pow. Grójec)
- 1927 – powstanie jednostki Ochotniczej Straży Pożarnej
- 1929 – mieszkańcy wspólnymi siłami budują szkołę, z gotowych elementów przywożonych zza Białobrzegów przez Walentego Popkowicza
- 1939-1945 – wieś, na czele z dowódcą kpr. Dąbrowskim wchodzi w skład 6. Ośrodka Obwodu AK „Grójec-Głuszec” w Goszczynie
- 15.I.1945 – wkroczenie Armii Czerwonej, pod dowództwem gen. Leonida Breżniewa (od 1964 przywódcy ZSRR). Najprawdopodobniej nocował u państwa Katanów.
- VI.1946 – Długowola znajduje się w woj. warszawskim (pow. grójecki, gm. Rykały); 1957 – w woj. warszawskim (pow. grójecki, gm. Goszczyn)
- 1948 – pierwsze powojenne dożynki
- 1968 – odnowienie mosiężnego krzyża procesyjnego
- 7.VIII.1985 – po raz I w Długowoli zanocowała pielgrzymka zmierzająca na Jasną Górę
- XII.1982 – liczba mieszkańców wynosiła 485 osób
- 1995 – oczyszczono stawy, które stały się główną atrakcją Długowoli jako popularne miejsce do wędkowania
- 2009 – miejscowość liczyła 518 osób i należało do niej 792,35 ha użytków rolnych.

Miejscowość Długowola należy do typu wsi wielodrożnych, jednak kształtem przypomina owalnicę. W samym centrum znajdują się dwa stawy, które są staroglacjalnymi pozostałościami.

## Ochotnicza Straż Pożarna
Ochotnicza Straż Pożarna w Długowoli powstała w 1927, a oficjalnie zarejestrowana w 1928 roku. Założycielami byli m.in. Stanisław Wrzosek (I prezes), Józef Stępień (I naczelnik), Jan Stępień (I gospodarz), Jan Piotrowski (I skarbnik), Antoni Marcjanek, Józef Wrzesień, Jan Bednarski, Jan Antoszewski oraz Antoni Stępień.
Na początku istnienia jednostki pożarniczej brakowało sprzętu i umundurowania, jednak pomimo tego starano się regularnie organizować ćwiczenia. O pożarze zawiadamiał mosiężny gong. Pierwsze tłumice, mundury oraz bosaki sfinansowano z datków mieszkańców wsi oraz składek członkowskich. Na początku lat 30. zakupiono wóz gaśniczy wraz z pompą i wężami. W razie nagłych akcji ratowniczych wóz, służący poza tym jako karawan, zaprzęgano do koni, których użyczał Jan Stępień.
W 1933 w czynie społecznym wzniesiono remizę strażacką, która od samego początku stała się centrum życia kulturalnego i społecznego Długowoli. Tu bowiem odbywały się występy teatralne, dożynki, zabawy taneczne, a w późniejszym okresie projekcje filmowe. Pierwszy poważny test OSP Długowola zdała w 1934 roku, kiedy uratowano wieś przed kolejnym pozarem.
W 1937 roku strażacy z Długowoli po raz pierwszy wzięli udział w gminnych zawodach OSP, zajmując wysokie miejsce na podium. Za pieniądze uzyskane z organizacji zabaw w dzień św. Stanisława sfinansowano zakup mundurów oraz hełmów. Pomoc w ukończeniu budowy strażnicy w 1938 roku zaoferował Zarząd Gminy Rykały, który zafundował drewno oraz dachówkę.
Straż funkcjonowała również podczas II Wojny Światowej. Niemcy wyznaczyli 40 gospodarzy, którzy mieli trzymać obowiązkowe warty przeciwpożarowe. Pełnienie służby w OSP chroniło przed wywiezieniem na przymusowe roboty do III Rzeszy. Po 1945 OSP liczyła 25 druhów, na czele których stał Stanisław Trzaska. Na początku lat 50. zmodernizowano remizę oraz wykonano scenę. Rejon Grójec przydzielił ochotnikom pierwszą pompę M-400, do której dokupiono prądownice, trójniki oraz węże. Od tej pory wóz strażacki ciągnięty był przez traktor z pobliskiego kółka rolniczego.
W 1959 podjęto decyzję o budowie nowej remizy. W tym celu powołano Społeczny Strażacki Komitet Budowy. W 1968 roku mury remizy stały już w surowym stanie, a w 1974 oddano ją do użytku. Budowa obiektu wspierana była przez Prezydium Powiatowej Rady Narodowej i Państwowy Zakład Ubezpieczeń w Grójcu, Prezydium Gminnej Rady Narodowej w Goszczynie oraz Gminną Spółdzielnię w Mogielnicy.
W 1968 roku obok męskiej sekcji młodzieżówki strażackiej utworzona została również żeńska sekcja OSP. Na przełomie lat 60. i 70. OSP Długowola wielokrotnie odnosiła zwycięstwa w zawodach powiatowych w Grójcu. 
W latach 70. OSP otrzymała dwie motopompy M-800 wraz z osprzętem. Strażacy wzięli ponadto udział w budowie drogi łączącej trasę E7 z Goszczynem (1981) oraz mostku łączącego dwie przeciwległe strony miejscowości, rozdzielone dotychczas stawem. Wystarali się również o regularne połączenie PKS z Grójcem.
W 1985 straż otrzymała samochód gaśniczy marki Żuk, w 1998 - marki Star, a w 2007 marki Jelcz, który otrzymano w czasie wizyty ministra spraw wewnętrznych i administracji Ludwika Dorna w ramach obchodów 80-lecia OSP. W 1998 dokonano rozbiórki starej remizy, a w późniejszych latach dokonano renowacji ogrodzenia, garażu oraz otynkowano remizę od zewnątrz. W 2017 roku straż otrzymała samochód Renault, a rok później przeprowadzono remont kapitalny wnętrza remizy i założono centralne ogrzewanie. 
Obecnie jednostka liczy około 40 druhów.